# Digital inföding

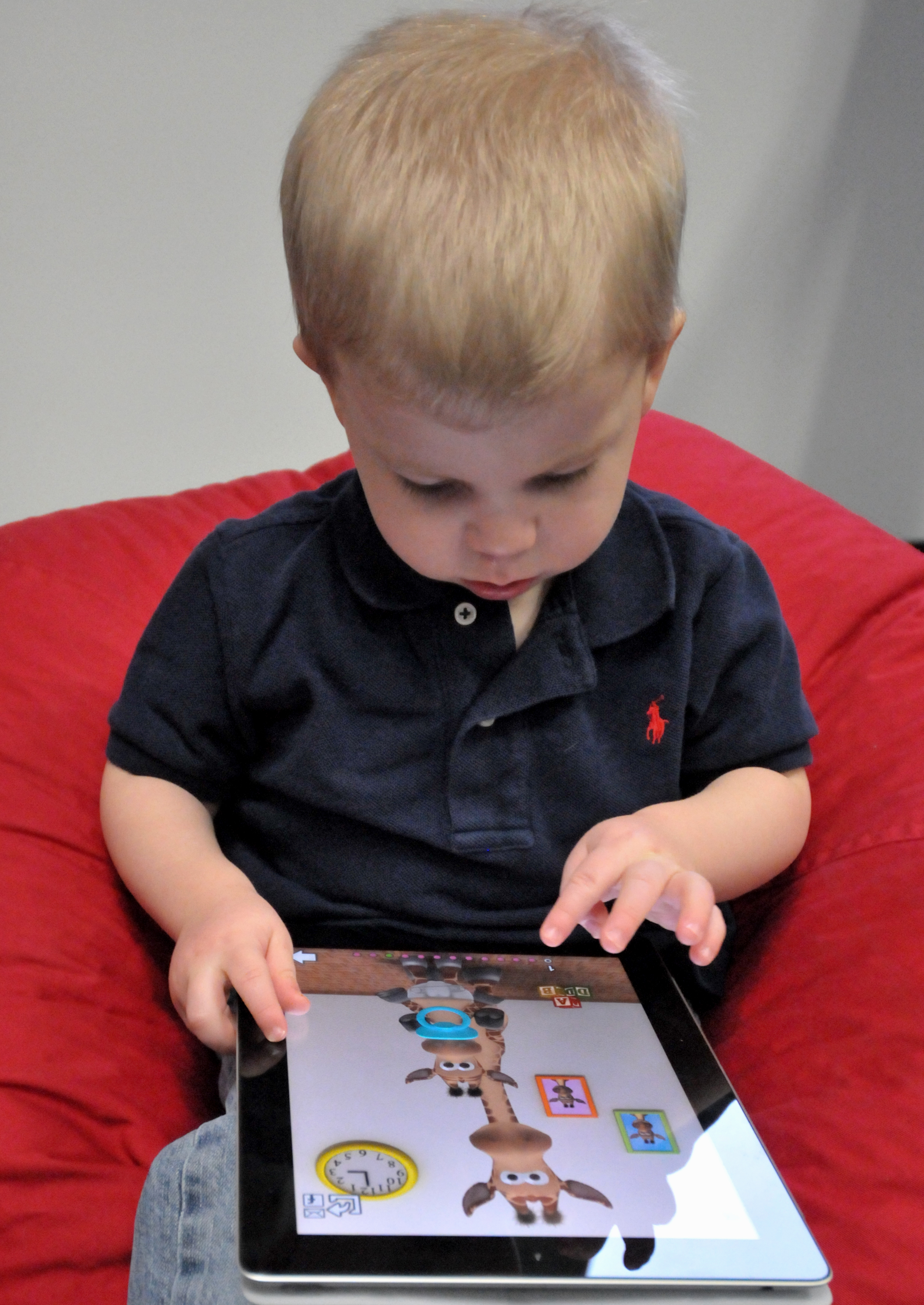
Pojke med surfplatta.

Digital inföding (eng. digital native), även digitalt infödd, digital urinvånare,  eller nätets infödda är en term som används för att beteckna den generation som har vuxit upp i en tid då datorer och internet redan var en väsentlig del av samhället. Termen fick spridning år 2001 när den amerikanske författaren Marc Prensky skrev artikeln Digital Natives, Digital Immigrants. Personer som vuxit upp innan internet fanns för masskonsumtion kallas då för digitala invandrare, digital immigrants på engelska.
Beteckningarna har senare kritiserats av bland andra Bayne & Ross (2007).